# 擒凶記
《擒凶記》（英語：The Man Who Knew Too Much）是亞弗列德·希區考克在1956年所執導的電影。由詹姆斯·史都華、桃樂絲·黛主演。
這部影片是重拍希區考克在1934年的同名電影，也是他惟一一部重製自己的作品。希區考克認為1956年版本比1934年版本還要更好，他認為1934年版本是「有天份的業餘者」的作品，1956年版本才是真正「專業」的作品。事實上，若再論及男女主角的名望及得獎紀錄，這部重拍的《擒凶記》，其知名度與評價都高於原作。

## 情節概述
《擒凶記》帶有希區考克影片的典型之一。一對醫師及歌唱家夫婦，帶著兒子去摩洛哥，僅是出於單純的旅遊目的，主角夫婦卻意外捲入國際諜報組織活動，得知英國一位重要的政治家（似影射溫斯頓·邱吉爾）即將被某國策劃暗殺。陰謀暗殺的特務為堵主角夫婦之口，將他們的兒子綁架。主角夫婦因此面臨兒子存亡未卜，政治危機重大，不敢驚動警方，必須自救及救人的困境......

## 希區考克的客串
亞弗列德·希區考克在電影中短暫的客串，出現在摩洛哥市場中，在情報人員被謀殺的前一刻，他正背對著鏡頭在看特技表演。（0:25）

## 得獎
《擒凶記》是上映該年份最賣座的電影之一，至今仍是希區考克最著名的作品之一。此片得到1956年奧斯卡金像獎的最佳原創歌曲奖。電影主題曲《Que Sera, Sera (Whatever Will Be, Will Be)》是英語歌曲中，流傳後世的經典。

## 外部連結
- 互联网电影数据库（IMDb）上《擒凶記》的资料（英文）
- Movie stills （页面存档备份，存于）
- Review at Radiotimes.com （页面存档备份，存于）
- 希區考克維基百科:擒凶記 （页面存档备份，存于）